# Parc de Nelson Mandela
El Parc de Nelson Mandela està situat al barri de Montigalà de Badalona, tot i que també està a tocar de Bufalà.

## Història i descripció
Fou inaugurat el 2007 i té una superfície notable d'1,3 ha, delimitat pels carrers de Migjorn, Xaloc i Nelson Mandela, amb accés en tot el seu perímetre.
És una esplanada plana amb zones verdes amb un arbrat que consta de pins, alzines i roures; l'aigua de reg prové del pou d'aigües freàtiques de Can Barriga. A més, té jocs infantils i cistelles de bàsquet en una zona pavimentada amb tipuanes. També té un camí fet de travesses de fusta que el travessa en diagonal, vorejat de pollancres i amb bancs on asseure's per descansar. Gràcies a tots aquests elements, el parc s'ha convertit ràpidament en el lloc d'esbarjo habitual dels residents dels voltants.

## Transport
- B2 (Badalona Canyadó - Sta. Coloma H. Esperit Sant)[3]
- B19 (Badalona H. Can Ruti - Barcelona H. Vall d'Hebron)[4]
- B24 (Badalona H. Can Ruti - Barcelona Rda. St. Pere)[4]
- N2 (L'Hospitalet de Llobregat Av. Carrilet - Badalona Via Augusta)[5]